# Municipio de Clara (Pensilvania)
El municipio de Clara (en inglés: Clara Township) es un municipio ubicado en el condado de Potter en el estado estadounidense de Pensilvania. En el año 2000 tenía una población de 168 habitantes y una densidad poblacional de 3 personas por km².

## Geografía
El municipio de Clara se encuentra ubicado en las coordenadas 41°51′00″N 78°07′59″O / 41.85000, -78.13306.

## Demografía
Según la Oficina del Censo en 2000 los ingresos medios por hogar en la localidad eran de $33,214 y los ingresos medios por familia eran $36,250. Los hombres tenían unos ingresos medios de $28,333 frente a los $15,000 para las mujeres. La renta per cápita para la localidad era de $17,929. Alrededor del 11,5% de la población estaban por debajo del umbral de pobreza.